# یولایوو (شهرستان سالاواتسکی، باشقیرستان)
یولایوو (انگلیسی: Yulayevo, Salavatsky District, Republic of Bashkortostan) یک شهرک در شهرستان سالاواتسکی استان باشقیرستان کشور روسیه است.